# Caso postdirectivo
El caso postdirectivo es un caso gramatical presente en el idioma lezgiano, que indica hacia algo, aunque es usado ocasionalmente. El sufijo para este caso es: -хъди (-qhdi)
Ejemplo
- За кивалихъди зверна 
  - za k'waliqhdi zwerna
  - Corrí hacia la casa[1]